# Nika Babnik
Nika Babnik, slovenska nogometašica, * 17. september 1998, Ljubljana.
Igra kot vezistka v Vitória Sport Club (Guimaraes) na Portugalskem. Je tudi članica slovenske ženske reprezentance.